# Brás Joaquim Alves
Brás Joaquim Alves (Brusque, 3 de fevereiro de 1914) é um advogado e político brasileiro.

## Vida
Filho de Amaro Joaquim Alves e de Joana Alves, bacharelou-se em direito pela Faculdade de Direito de Santa Catarina (1961).

## Carreira
Filiado ao Partido Trabalhista Brasileiro, foi deputado à Assembleia Legislativa de Santa Catarina na 1ª legislatura (1947 — 1951), na 2ª legislatura (1951 — 1955), na 3ª legislatura (1955 — 1959), e na 4ª legislatura (1959 — 1963).
Foi presidente da Assembleia em 1955, 1959 e 1960.